# Venus & Mars
Venus & Mars is een album dat bestaat uit de eerste twee ep's die zanger en multi-instrumentalist Jett Rebel uitbracht. In eerste instantie afzonderlijk van elkaar. Venus kwam uit op 26 mei 2013 en Mars op 15 januari 2014. Op 19 april 2014 werden deze ep's samengevoegd voor één album. Het wordt daarom niet gezien als zijn debuutalbum. Aan het album zijn twee nieuwe nummers toegevoegd, # en bonusnummer On top Of The World.

## Singles
Er zijn verschillende singles afgenomen van het album. Debuutsingle Do You Love Me At All van de ep Venus was de eerste single waarmee Jett Rebel iets van zichzelf liet horen, deze kwam uit op 7 juni 2013. Op 12 juli 2013 kwam een bijhorende videoclip hiervoor uit. Met de single Do You Love Me at All, werd Rebel in augustus 2013 uitgeroepen en genomineerd door radiostation 3FM tot 3FM Serious Talent. Op 8 april 2014 won hij deze award. Al snel volgde op 6 september 2013 de 2e single van de ep Venus, Louise. De videoclip werd een dag eerder gereleased, 5 september 2013. Rebel vertelde aan NPO 3FM waar Louise over gaat:"Als ik eerlijk ben gaat het erover dat iemand verliefd op jou is, en jij uit eenzaamheid toch bij die persoon terecht komt zonder daadwerkelijk de gevoelens te delen". Op de releasedag van Louise was Jett Rebel voor het eerst te zien bij De Wereld Draait Door en liet daar de single horen.
Ruim 4 maanden later werd op 17 januari 2014 de 3e single en bijhorende videoclip Tonight (ep Mars) gelanceerd. Tonight werd een week eerder op 10 januari 2014, door NPO 3FM uitgeroepen als 3FM Megahit. Rebel heeft zich voor Tonight deels laten inspireren door de musical West Side Story. "Rebel wilde dezelfde vibe creëren als dé grote feestavond uit deze musical. Het liedje moet aanvoelen als een soort aankondiging of opening van iets". Aanvankelijk was het niet de bedoeling dat Tonight werd gekozen als 3e single. Gerard Ekdom bracht Rebel op dit idee, omdat Ekdom dit een sterk liedje vond en zo geschiedde.
Op 11 april 2014 komt de 4e en laatste single van het album Venus & Mars. On Top of the World werd speciaal door Rebel geschreven voor de release van The Amazing Spider-Man 2.

## Achtergrond
De twee ep's zijn digitaal opgenomen. Dit waren een van de laatste werken die Jett Rebel digitaal opnam, in 2015 nam hij voorgoed afscheid van het digitaal opnemen van zijn muziek. Jett Rebel is een actieve supporter van analoog opnemen.
Alle instrumenten en zang zijn door Rebel zelf ingespeeld. Behalve de drums op On top Of The World, die werden ingespeeld door Rick van Wort.

## Afspeellijst
Alle liedjes werden geschreven en gezongen door Jett Rebel
1. Venus "Do You Love Me At All" - 2:38
2. Venus "Louise" - 3:24
3. Venus "Should Have Told You" - 3:33
4. Venus "Private Beach Party" - 0:34
5. Venus "Romance" - 3:02
6. Venus "Darla My Darling" - 3:27
7. "#"- 2:02
8. Mars "That Place: - 4:43
9. Mars "Neither Of You" - 2:55
10. Mars "Hurts So Nice" - 3:29
11. Mars "Tonight" - 3:16
12. Mars "Sleep Overs" - 3:03
13. Mars "Sugar" - 4:44
14. "On Top Of The World" - 3:21

Totale duur van het album: 44 minuten

## Productie/artwork
Het album is geschreven, gecomponeerd, gearrangeerd en ingespeeld door Jett Rebel, behalve de drums op nummer 14, die werden ingespeeld door Rick van Wort. Rebel en JJJ Sielcken hebben de nummers 1 t/m 7 samen geproduceerd. De rest van de nummers 8 t/m 14 produceerde Rebel alleen. De audio-engineering is verzorgd door JJJ Sielcken bij de nummers 1 t/m 7. De nummers 8 t/m 14 werd de audio- engineering gedaan door Rebel. Het album is gemixt door JJJ Sielcken. Behalve nummer 14, die werd gemixt door Huub Reijnders in Wisseloordstudio's. De mastering deed Hans Weekhout, (het kantoor muziekproducties) behalve nummer 14, die werd verzorgd door mastering Sony Music USA.
Het album is uitgebracht op compact disc en op langspeelplaat. Op 19 april 2014 tijdens Record Store Day werd er een speciale limited edition uitgegeven van de twee ep's op gekleurd vinyl, Venus in psychedelisch groen en Mars in psychedelisch rood. Hier werden er 500 van geperst door Music On Vinyl. Tevens is Venus & Mars ook uitgegeven op zwart vinyl.
Het artwork van beide ep's is van Steven G. Tuinstra, dit zijn originele schilderijen. Fotografie van het album Venus & Mars werd gedaan door Jurriaan Hoefsmit. Het design is van Fanny Morriën.
Venus & Mars is uitgebracht door Vosmeijer Media. Het werd exclusief in licentie gegeven aan Sony Music Entertainment Nederland B.V.